# 上羅納鄉
上羅納鄉（羅馬尼亞語：Comuna Rona de Sus, Maramureș），是位於羅馬尼亞西北部的鄉份，由馬拉穆列什縣負責管轄，面積68平方公里，海拔高度343米，2007年人口4,640，人口密度每平方公里68人。